# Geen wiegje als rustplaats
Geen wiegje als rustplaats (Engels: Away in a Manger) is een bekend kerstlied.

## Ontstaan
De oudst bekende versie stamt uit 1885 in een Luthers tekstboek. Lange tijd is gedacht dat de tekst van Maarten Luther zelf afkomstig was, omdat in dit tekstboek de titel van het lied luidde: "Hymne over de, gecomponeerd door Maarten Luther en nog steeds door Duitse moeders gezongen voor hun kinderen." In liedboeken staat er dan ook vaak als titel boven "Kerstliedje van Maarten Luther".
|  |                                  |
|  | Away in a Manger (download·info) |

## Zangteksten

### Nederlands
Geen wiegje als rustplaats, maar een krib was 't weleer,
waar 't Kindeke Jezus lei zijn hoofdje ter neer.
De sterren, zij keken van de hemel zo mooi,
naar het Kindeke Jezus, hoe hij sliep in het hooi.
Door 't loeien der koetjes was het kindje ontwaakt,
maar daardoor werd 't kind niet aan 't schreien gemaakt.
Heer Jezus, nu ziet Ge uit de hemel ter neer,
ik dank u, dat g'eens ook een kindje waart, Heer.
O, zegen de kind'ren veraf en dichtbij,
Gij houdt van hen allen evenveel als van mij.
Gij wilt, dat wij kind'ren, al zijn wij nog klein,
bij u in de hemel ook eens zullen zijn.

### Engels
Away in a manger, no crib for a bed,
The little Lord Jesus laid down His sweet head.
The stars in the bright sky looked down where He lay,
The little Lord Jesus, asleep on the hay.
The cattle are lowing, the Baby awakes,
But little Lord Jesus, no crying He makes;
I love Thee, Lord Jesus, look down from the sky
And stay by my bed side til morning is nigh.
Be near me, Lord Jesus, I ask Thee to stay
Close by me forever, and love me, I pray;
Bless all the dear children in Thy tender care,
And fit us for Heaven to live with Thee there.
(vierde regel van het tweede couplet ook wel And stay by my side until morning is nigh of And stay by my cradle til morning is nigh.)